# サムライマン
『サムライマン』は、1996年10月23日に発売されたCASCADEの3枚目のオリジナルアルバム。

## 解説
- 前作から7ヶ月ぶりに発売された。

## 収録曲
1. あつい太陽
作詞:Masashi・Tama・Miwako Saitoh、作曲:Masashi
2. COOL RUNNING JOE
作詞・作曲:Masashi
3. ビキニモデル
作詞:Tama・Masashi・Miwako Saitoh、作曲:Masashi
4. なりきりボニー&クライド
作詞:CASCADE・Miwako Saitoh、作曲:Masashi
  - 1stシングル
5. メギド
作詞・作曲:Masashi
6. 泣き虫㊙
作詞・作曲:Masashi
7. Sunday's Majesty's Valentine's
作詞・作曲:Masashi
8. KICK from the UNIVERSE
作詞・作曲:Masashi
9. ミ・ツ・バ・チ
作詞:Tama・Masashi、作曲:Masashi
10. 家出街ブルース
作詞:Masashi・Tama、作曲:Masashi
11. はじめてKISSをした
作詞:Tama・Masashi、作曲:Masashi
12. 小さな星がほら一つ
作詞:Masashi・Tama、作曲:Masashi
13. サムライマン
作詞・作曲:Masashi